# Disznófő-forrás
Disznófő-forrás (en français : « source Disznófő » ou littéralement : « source Tête-de-truie » ; en allemand : Saukopf) est le nom d'une source chaude située dans le 12e arrondissement de Budapest.